# Ulises Dávila
Ulises Alejandro Dávila Plascencia (* 13. April 1991 in Guadalajara, Jalisco) ist ein mexikanischer Fußballspieler, der wahlweise im Angriff oder im offensiven Mittelfeld eingesetzt wird. 
Der gebürtige Tapatío war zunächst in den Jugendmannschaften seines Heimatvereins Club Deportivo Guadalajara tätig und erhielt dort zu Beginn der Saison 2009/10 seinen ersten Profivertrag. Sein Debüt in der mexikanischen Primera División feierte er am 29. August 2009 in einem Heimspiel gegen Pachuca, das 2:2 endete. Später kam Dávila unter anderem im Finalhinspiel um die Copa Libertadores 2010 gegen den brasilianischen Vertreter SC Internacional (1:2) zum Einsatz, als er in der 86. Minute für Omar Bravo eingewechselt wurde. Nur ein Jahr später erzielte er bei der U-20-Weltmeisterschaft in Kolumbien im Spiel um Platz drei beim 3:1 gegen Frankreich ein Tor.
Am 27. August 2011 gab der FC Chelsea die Verpflichtung von Dávila bekannt. Dávila unterschrieb einen Fünf-Jahres-Vertrag bis zum 30. Juni 2016, wurde jedoch für die Saison 2011/12 an den Holländischen Ehrendivisionär Vitesse Arnhem ausgeliehen. Zur Saison 2012/13 wurde Dávila an den spanischen Zweitligisten CE Sabadell weiterverliehen. Die folgenden zwei Jahre verbrachte Dávila als Leihspieler beim FC Córdoba, CD Teneriffa und bei Vitória Setúbal. 2016 ging er zurück nach Mexiko und gewann mit Santos Laguna in der Clausura 2018 die mexikanische Fußballmeisterschaft.